# Campbell Mithun Tower
Campbell Mithun Tower je kancelářský mrakodrap v Minneapolis. Má 42 podlaží a výšku 177 metrů, je tak 5. nejvyšší mrakodrap ve městě. Výstavba probíhala v letech 1983 – 1985 podle projektu firmy Hammel, Green & Abrahamson, Inc. Budova disponuje prostory o celkové výměře 67 327 m2.